# Porcellana Biscuit

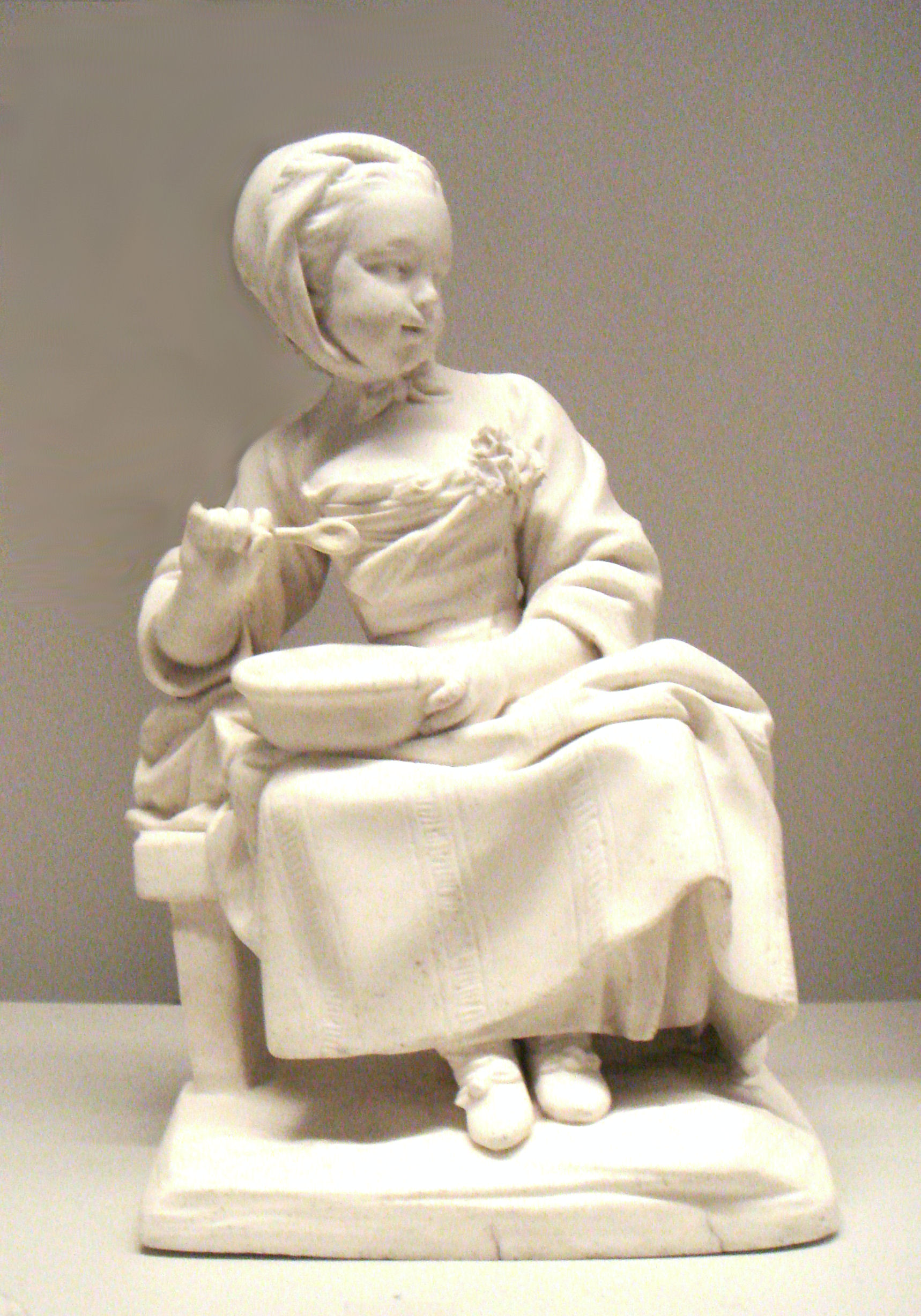
Statuetta in biscuit, porcellana di Vincennes, 1754-1755

La porcellana Biscuit è una porcellana che si presenta alla vista opaca, dura, bianca e simile al marmo. Viene usata per oggetti decorativi, busti, statuette e soprammobili.

## Storia
Per quanto riguarda l'Europa, i primi prodotti di Biscuit si diffusero in Francia per la prima volta intorno al 1750 circa. La denominazione Biscuit deriva dal fatto che la sua fabbricazione prevede duplici cotture a una temperatura di circa 1 300 °C, ma senza lo strato lucido presenta una grana tenera di caolino puro e molto fine.
In assoluto, la porcellana Biscuit è originaria della Cina, dove da molti secoli era già noto il caolino (dal cinese Kaoling), e nacque intorno al XVII secolo.
Uno dei periodi produttivi più floridi si ebbe durante il regno dell'imperatore cinese Yung Chêng (1722-1735), che nell'ambito della manifattura imperiale di Ching-tê Chen espanse notevolmente la tipologia degli oggetti, includendo vasi, piatti decorativi, lastre lavorate a bassorilievo utilizzate come paraventi da tavolo.
Verso la metà del XVIII secolo anche la Francia, seguita dall'Austria, si specializzò in questo tipo di prodotti, trainata dalla manifattura Sèvres, famosa soprattutto per le statuette a gruppi pastorali e galanti.
Grazie alle opere di importanti scultori, come Étienne Maurice Falconet e Claude Michel, il Biscuit toccò livelli qualitativi eccellenti in un periodo compreso tra la fine del XVIII secolo e la metà del XIX secolo.